# 萨维尼亚克 (阿韦龙省)
萨维尼亚克（法語：Savignac，法語發音：[saviɲak]）是法国阿韦龙省的一个市镇，属于鲁埃格自由城区。

## 地理
萨维尼亚克（44°21'32"N, 1°57'56"E）面积15.28 平方千米，位于法国奧克西塔尼大區阿韦龙省，该省份为法国南部内陆省份，位于法國中央高原南部，北起顺时针与康塔爾省、洛泽尔省、加尔省、埃罗省、塔恩省、塔恩-加龙省和洛特省接壤。
与萨维尼亚克接壤的市镇（或旧市镇、城区）包括：马尔谢勒、拉鲁凯特、圣克鲁瓦、图隆雅克、瓦尤尔勒、鲁埃格自由城。

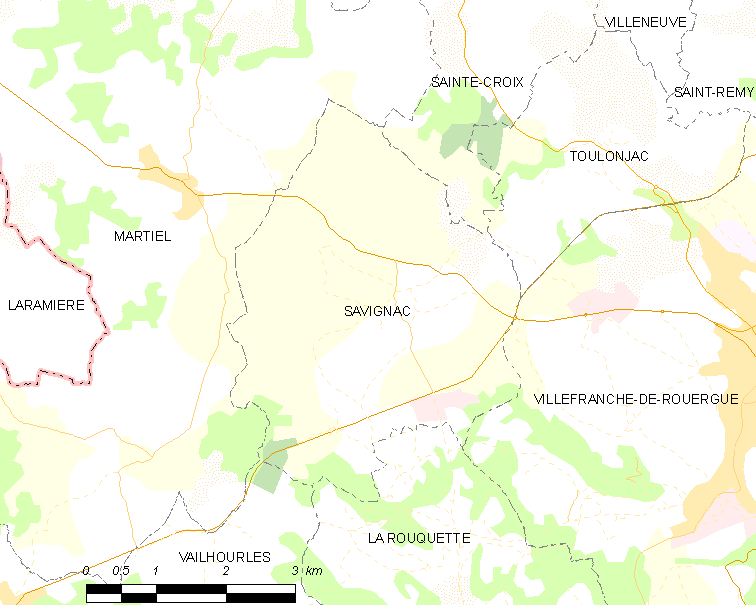
的OSM定位图

萨维尼亚克的时区为UTC+01:00、UTC+02:00（夏令时）。

## 行政
萨维尼亚克的邮政编码为12200，INSEE市镇编码为12263。

## 政治
萨维尼亚克所属的省级选区为维勒讷瓦-维勒弗朗舒瓦县。

## 人口

1962-2008年间人口变化图示

萨维尼亚克于2022年1月1日时的人口数量为755人。